# Božje oko (simbol)
Božje oko (tudi Oko previdnosti ali oko Boga) je simbol, ki se običajno razlaga kot Božje oko, ko vse vidi. Označeno je kot oko, ki ga obkroža žareč venec in je navadno obkrožen s trikotnikom, ki se nanaša na Trojico. Ta trikotnik vsebuje tudi vidike, za katere pravijo, da so številka tri, ki je bila že od nekdaj znana kot približek številu π  in se zato šteje za sveto, "božansko" številko.

## Izvor

### Oko Sonca
V zgodnji staroegipčanski mitologiji je bilo Rajevo sonce na primer nad sliko lažnih vrat obrnjenih proti vzhodu. Ta simbolika se pogosto uporablja v knjigi Nut. Rajevo sonce vzame smer boga sonca tik pred sončnim vzhodom v obliki sokola in s tem prevzame vlogo Hora na obzorju. Dejstvo, da je Ra dejansko razumljen kot Hor kaže, da ga je Oziris kasneje omenila kot 'svojega očeta'. Videz kot Hor v obzorju je povezan s procesom ponovnega rojstva. Po starodavnem egipčanskem verovanju gre pokojnik skozi lažna vrata, da bi se ponovno vsak dan rodil kot Ra.
V indijski mitologiji se oko sonca pojavlja v obliki božanstva Surja, v zaratustrstvu kot oko Mitre.

### Oko Lune
V starem kraljestvu je imel bog Lune Tot drugo mesto za Rajem in oznako 'Rajev vezir', 'Rajev pisar' in 'Rajev otrok'. [2] Tot je postal sama Luna, drugo ime srebrno Sonce in je bil tudi mojster očesa Lune.
Ozadje za vlogo zaščitnika in rešitelja oči Lune opisuje mit o Ozirisu: spet je našel manjkajoče poškodovano oko in ga ozdravil. Še posebej jasne so vzporednice v primerjavi s kozmičnimi bitji: »Tot, kot svetloba in bog lune izhaja iz teme kaosa Set«. Simbolično, lunarno oko pomeni regeneracijo, obnovo in zdravljenje.

## Zervanstvo
Zervanstvo je že 4. stoletju pred našim štetjem temeljilo na dveh bogovih dualističnega zoroastrstva, tretjem, vsestranskem Bogu: Zurvan akarano je bil Bog časa in prostora ter oče Ahure Mazde, boga modrosti in Ahrimana, bog zla. Zurvan je simboliziral tako imenovano Oko previdnosti v trikotniku, ki simbolizira trojni čas v obliki preteklosti, sedanjosti in prihodnosti ali rasti, rodnosti in staranja.

## Judovstvo in krščanstvo
Tudi v Svetem pismu se zdi, da je oko simbol vseprisotnosti Boga. Tako so v Stari zavezi iz Knjige pregovorov. 15.3 : »Na vsakem mestu so oči Gospodove, gledajo dobro in zlo.«
Slika Zadnja večerja v Emausu Jacopa da Pontorma končana leta 1525 kaže trikotnik božjega očesa kot simbol svete Trojice.
Slogi razvoja simbola Božjega očesa naj bi bili različne ilustracije prve izdaje dela mistika Jacoba Boöhma na Nizozemskem, v Nemčiji in Angliji, v drugi polovici 17. stoletja. Predstavitev Božjega očesa v trikotniku, simbol Trojice, je mogoče najti tudi na kovancu kralja Karla II. iz leta 1660. Tudi tu naj bi bili avtorji, kot je Christoph Geissmar, ki je to medaljo izdelal s prenosom iz  spisov Jakoba Böhma. 
1677 je vidno Božje oko v trikotniku z obročem oblakov, nato v kroni oltarja Svetega križa v severni kapeli samostana Springborn (kipar Janez Schmitt.) V Rößelu (Poljska); 1683 na nemški (avstrijski) medalji prvega obleganja Dunaja; 1690 spet na angleški medalji kralja Viljema III. (1689-1702). Rezultat, Božje oko z ali brez trikotnika je vsesplošno, lahko rečemo; Georg Stuhlfauth|Das Dreieck - …, S. 26 f.
Po kapeli, kot svetišču Božjega očesa v Niederwesterwald spada v vukanski greben Rheinwesterwald, na področju lokalne cerkve Rheinbreitbach v Neuwiedu (Porenje – Pfalškem), je simbol dobil ime.

## Prostozidarstvo
Zdi se tudi, da je Oko previdnosti del prostozidarske simbolike in je bil vzet iz verskih običajev. V mnogih prostozidarskih ložah se sveti na "vzhodu" nad stolom velikega mojstra in igra pogosto vlogo z njim, predvsem v sistemih, ki poudarjajo ezoterični vidik. Pogosto ima prostozidarsko oko previdnosti pol halo pod očesom - pogosto so najnižji nosilci podaljšani.
Odprto oko simbolizira vedno razkrito resnico, poziva k modrosti in poziva vest. Skozi vzročnost kot vzrok in posledica načela, predstavlja dobro, ki ga zlo nastavi, da ga premaga. Še posebej krščanske prostozidarske lože uporabljajo citat iz Biblije (Evangelij po Janezu 1,1), da bi opozorili na dvoumnost koncepta znamenja, ki je izenačen z vsemogočnim arhitektom vesolja in v prvi vrsti predstavlja racionalno načelo vesolja. Prav tako se oko zamenja tudi z "G", katere interpretacija je prav tako raznolika.
Oko pogosto obkroža trikotnik. To je znamenje ognja in pojasnilo znanosti in se uporablja za merjenje največjih razdalj, pa tudi sveta Trojica v krščanstvu. Tukaj je trikotnik razumljen kot sklicevanje na prostozidarsko številko tri v numerologiji. Prva uradna omemba prostozidarskega simbola Oko previdnosti je iz leta 1772 v ilustracij revije Illustrations of Masonry Williama Prestona (1742-1818). 

## Iluminati
Današnji teoretiki zavesti povezujejo simbol s tajnimi družbami, zlasti z bavarsko tajno družbo Iluminati, ki jo je leta 1776 ustanovil ingolstadtski profesor Adam Weishaupt.
Povezave med pečatom Združenih držav in Iluminati ni mogoče dokazati. Do prepovedi leta 1784/1785 bavarskega volilnega kneza Karla Theodorja so imel Iluminati največ 2500 članov in so osvojili večino nemških prostozidarskih lož. Mnogi so bili aretirani, pri čemer so izjavili, da so bili »osramočeni ljubitelji svobode«. Pod prostozidarjem Johannom Joachimom Christophom Bodejem so leta 1785 odkrili versko dejavnost v weimarski Minervalkirche. 

## Združene države Amerike
Leta 1782 je Oko previdnosti postalo del simbolike na zadnji strani pečata Združenih držav in ga je uvedel odbor leta 1776. Zamisel o uporabi vse vidnega očesa v sijočem obroču se ponovi na predlog umetniškega svetovalca Pierra Eugène du Simitièreja. Piramido (brez vse vidnega očesa) je naredil Francis Hopkinson, ki ga je prvotno zasnoval leta 1778 za 50 $ v obtoku v tistem času. William Barton je končno postavil ta dva simbola leta 1782 v Oko previdnosti nad piramido. Grb se uporablja na dokumentih Združenih držav Amerike. Oko previdnosti je tudi na hrbtni strani dolarskega bankovca za 1$.

## Galerija
- Lesorez Alkimije z vsem vidnim očesom
- Oko previdnosti čez francosko Izjavo o človekovih in državljanskih pravicah, 1789
- Oko previdnosti v priložnostnem grbu hanzeatskega spola
- Znak na dolarskem bankovcu ZDA